# Dragostea din tei (Haiducii)
Dragostea din tei è un singolo di Haiducii del 2004 di genere dance, cover dell'omonimo brano degli O-Zone del 2003.
Ha avuto successo in molti Paesi d'Europa, arrivando in vetta nelle classifiche dei singoli più venduti.

## Storia
La canzone, pubblicata agli inizi del 2004, è una cover del brano degli O-Zone, uscito nel 2003 e già molto famoso nei Paesi europei. Si diffuse la voce che Haiducii fosse stata citata in giudizio dal gruppo moldavo per aver inciso la cover senza autorizzazione, ma si tratta di una notizia falsa.
Inizialmente, in realtà, la cantante non voleva nemmeno incidere il brano, poiché aveva sempre cantato canzoni scritte per lei, oltre al fatto che in Romania non venivano particolarmente apprezzate le cover. Alla fine, tuttavia, registrò la canzone, che in pochissimo tempo entrò in classifica.

## Video musicale
Il video, realizzato da Cosimo Alemà, è ambientato in un hotel e mostra un ragazzo che cerca qualcuno o qualcosa mentre Haiducii, in un'altra stanza, guarda ciò che riprendono le telecamere ballando e cantando; il video si conclude con la cantante che va via dall'hotel.

## Tracce
CD singolo
1. Dragostea din tei (original mix) – 3:35
2. Dragostea din tei (Haiducii vs. Gabry Ponte radio version) – 3:42
3. Dragostea din tei (DJ Ross 4 the radio RMX) – 4:15
4. Dragostea din tei (Haiducii vs. Gabry Ponte extended version) – 6:30
5. Dragostea din tei (DJ Ross 4 The Club RMX) – 6:22

CD maxi-singolo
1. Dragostea din tei (original mix) – 3:33
2. Dragostea din tei (Haiducii vs. Gabry Ponte radio version) – 3:43
3. Dragostea din tei (DJ Ross 4 the radio RMX) – 4:16
4. Dragostea din tei (Haiducii vs. Gabry Ponte extended version) – 6:32
5. Dragostea din tei (DJ Ross 4 The Club RMX) – 6:20
6. Dragostea din tei (Potatoheadz club mix) – 6:58
7. Spring – 7:16

## Classifiche
Classifiche settimanali
| Classifica (2004) | Posizione massima |
| ----------------- | ----------------- |
| Austria           | 1                 |
| Belgio (Fiandre)  | 5                 |
| Belgio (Vallonia) | 2                 |
| Danimarca         | 7                 |
| Francia           | 2                 |
| Germania          | 2                 |
| Italia            | 1                 |
| Norvegia          | 4                 |
| Paesi Bassi       | 4                 |
| Spagna            | 4                 |
| Svezia            | 1                 |
| Svizzera          | 2                 |

Classifiche di fine anno
| Classifica (2004) | Posizione |
| ----------------- | --------- |
| Austria           | 3         |
| Belgio (Fiandre)  | 14        |
| Belgio (Vallonia) | 22        |
| Francia           | 39        |
| Germania          | 9         |
| Italia            | 3         |
| Paesi Bassi       | 28        |
| Svezia            | 5         |
| Svizzera          | 9         |

Classifiche di fine decennio
| Classifica (2000-09) | Posizione |
| -------------------- | --------- |
| Germania             | 95        |